# Thimo Ier de Wettin
 (septembre 2022).
Si vous disposez d'ouvrages ou d'articles de référence ou si vous connaissez des sites web de qualité traitant du thème abordé ici, merci de compléter l'article en donnant les références utiles à sa vérifiabilité et en les liant à la section « Notes et références ».
Thimo Ier, né vers 1015 et mort le 9 mars 1091 ou 1100, est un noble de la maison de Wettin, fils du margrave Thierry Ier de Lusace. Il fut comte de Wettin et de Brehna de 1034 jusqu'à sa mort.

## Biographie
Thimo est le fils cadet de Thierry Ier, nommé margrave de Lusace par l'empereur Conrad II le Salique en 1032, et de son épouse Mathilde, une fille du margrave Ekkehard Ier de Misnie.
Le 19 novembre 1034, son père a été tué par les adeptes de son beau-frère Ekkehard II qui lui succède en Lusace. Thimo hérite des domaines patrimoniaux comme seigneur de Wettin et comte de Brehna. Il exerce également la fonction de Vogt (c'est-à-dire bailli) du diocèse de Naumbourg et du monastère familial de la lignée de Wettin à Gerbstedt. Son frère aîné Dedo II ne pourra succeder en Lusace qu'après le décès d'Ekkehard II en 1046. 
Lors de la révolte des Saxons de 1073 à 1075, il combat contre le roi Henri IV et se querelle également avec son frère Frédéric, évêque de Münster. Plus tard, il se rapproche à Henri et est présent en 1088, lors de la diète (Hoftag) de Quedlinbourg, où le margrave Egbert II de Misnie, issu de la famille des Brunonides, est déposé.
L'année exacte de la mort de Thimo n'est pas connue avec précision, mais son fils Conrad naît vers 1098 ; et on ne sait si Thimo a survécu longtemps après cette date. Alternativement, certains chercheurs avancent que Thimo est en fait le grand-père de Conrad, et que le père de ce dernier est un fils putatif de Thimo portant le même nom que son père, ce qui rend possible un décès vers 1090/91, comme indiqué dans une chronique. Cependant comme ce Thimo II est par ailleurs inconnu, cette hypothèse est considérée comme hasardeuse.
Thimo est inhumé dans le monastère de Niemegk, qu'il avait fondé.

### Union et postérité
Thimo Ier épouse Ide, fille du comte Otton de Nordheim, duc de Bavière de 1061 jusqu'en 1070. Trois enfants sont nés de cette union :
- Dedo IV (1086-1124), comte de Wettin ;
- Conrad Ier le Pieux, margrave de Misnie en 1129 et margrave de Lusace en 1136 ;
- Mathilde (Maud), épouse du comte Géron de Seeburg (1097-1122) et mère de Wichmann, archevêque de Magdebourg.

Thimo Ier de Wettin appartient à la première branche de la maison de Wettin, il est un des ascendants directs des membres des différentes maisons de Saxe, les électeurs puis rois de Saxe appartiennent à la sixième branche de la Maison de Wettin, ils ont pour ascendant Albert de Saxe fils de Frédéric II de Saxe, lui-même issu de la première branche de la Maison de Wettin. Thimo Ier de Wettin est également l'un des ascendants des familles royales de Bulgarie, du Royaume-Uni, du Portugal et de Belgique (maison de Saxe-Cobourg et Gotha).